# ATP Challenger Tour 2011
Navigation
Saison 2010 Saison 2012
La saison 2011 de l'ATP Challenger Tour, circuit secondaire du tennis professionnel organisé par l'ATP, comprend 150 tournois. Cet article regroupe la liste de ces tournois et leurs vainqueurs en simple et en double.
Cette saison voit la création en fin d'année de l'ATP Challenger Tour Finals, équivalent du Masters sur le circuit principal, qui regroupe les huit meilleurs joueurs du circuit. Ce tournoi offre une dotation plus importante de 220 000 $ et se déroule à São Paulo. La première édition est remportée par l'Allemand Cedrik-Marcel Stebe.
Le joueur le plus titré de la saison en simple est l'Argentin Carlos Berlocq avec cinq tournois gagnés. L'Ouzbek Denis Istomin et le Portugais Rui Machado suivent avec quatre tournois remportés chacun.
En double, la saison est dominée par le Philippin Treat Conrad Huey qui remporte sept tournois avec sept partenaires différents.

## Palmarès

### En simple
| Date         | Nom et lieu du tournoi                                         | ($/€)     | Surf.               | Vainqueur               | Finaliste               |
| 3 janvier    | Aberto de São Paulo, São Paulo                                 | 100 000 $ | Dur                 | Ricardo Mello           | Rafael Camilo           |
| 3 janvier    | Internationaux de Nouvelle-Calédonie, Nouméa                   | 75 000 $  | Dur                 | Vincent Millot          | Gilles Müller           |
| 24 janvier   | Heilbronn Open, Heilbronn                                      | 85 000 €  | Dur (int.)          | Bastian Knittel         | Daniel Brands           |
| 24 janvier   | The Honolulu Challenger by American Savings Bank, Honolulu     | 50 000 $  | Dur                 | Ryan Harrison           | Alex Kuznestov          |
| 24 janvier   | Singapore ATP Challenger, Singapour                            | 50 000 $  | Dur                 | Dmitri Toursounov       | Lukáš Rosol             |
| 24 janvier   | Seguros Bolívar Open, Bucaramanga                              | 35 000 $  | Terre battue        | Éric Prodon             | Fernando Romboli        |
| 24 janvier   | Reunion Island Challenger, La Réunion                          | 30 000 €  | Dur                 | annulé                  | annulé                  |
| 31 janvier   | Kazan Kremlin Cup, Kazan                                       | 75 000 $  | Dur (int.)          | Marius Copil            | Andreas Beck            |
| 31 janvier   | McDonald's Burnie International, Burnie                        | 50 000 $  | Dur                 | Flavio Cipolla          | Chris Guccione          |
| 31 janvier   | Valle D'Aosta Open, Courmayeur                                 | 30 000 €  | Dur (int.)          | Nicolas Mahut           | Gilles Müller           |
| 7 février    | Internazionali Trismoka, Bergame                               | 42 500 €  | Dur (int.)          | Andreas Seppi           | Gilles Müller           |
| 7 février    | Caloundra International, Caloundra                             | 50 000 $  | Dur                 | Grega Žemlja            | Bernard Tomic           |
| 7 février    | Open EuroEnergie de Quimper, Quimper                           | 30 000 €  | Dur (int.)          | David Guez              | Kenny de Schepper       |
| 14 février   | Morocco Tennis Tour - Meknès, Meknès                           | 30 000 €  | Terre Battue        | Jaroslav Pospíšil       | Guillermo Olaso         |
| 21 février   | Morocco Tennis Tour - Casablanca, Casablanca                   | 30 000 €  | Terre Battue        | Evgeny Donskoy          | Alessio Di Mauro        |
| 21 février   | Volkswagen Challenger, Wolfsbourg                              | 30 000 €  | Moquette            | Ruben Bemelmans         | Dominik Meffert         |
| 28 février   | Challenger DCNS de Cherbourg, Cherbourg-Octeville              | 42 500 €  | Dur (int.)          | Grigor Dimitrov         | Nicolas Mahut           |
| 28 février   | yp Challenger of Dallas, Dallas                                | 50 000 $  | Dur (int.)          | Alex Bogomolov          | Rainer Schüttler        |
| 28 février   | Challenger ATP de Salinas Diario Expreso, Salinas              | 35 000 $  | Terre battue        | Andrés Molteni          | Horacio Zeballos        |
| 7 mars       | Shimadzu All Japan Indoor Tennis Championships, Kyoto          | 35 000 $  | Moquette (int.)     | Dominik Meffert         | Cedrik-Marcel Stebe     |
| 7 mars       | Cachantún Cup, Santiago                                        | 35 000 $  | Terre battue        | Máximo González         | Éric Prodon             |
| 7 mars       | BH Telecom Indoors, Sarajevo                                   | 30 000 €  | Dur (int.)          | Amer Delić              | Karol Beck              |
| 14 mars      | Orange Open Guadeloupe, Le Gosier                              | 100 000 $ | Dur                 | Olivier Rochus          | Stéphane Robert         |
| 14 mars      | Morocco Tennis Tour - Rabat, Rabat                             | 42 500 €  | Terre battue        | Ivo Minář               | Peter Luczak            |
| 14 mars      | Seguros Bolivar Open, San Jose                                 | 50 000 $  | Dur                 | Giovanni Lapentti       | Igor Kunitsyn           |
| 14 mars      | ATP Challenger Guangzhou, Canton                               | 35 000 $  | Dur                 | Uladzimir Ignatik       | Alexander Kudryavtsev   |
| 14 mars      | Men's Rimouski Challenger, Rimouski                            | 35 000 $  | Dur (int.)          | Fritz Wolmarans         | Bobby Reynolds          |
| 21 mars      | AEGON GB Pro Series Bath, Bath                                 | 42 500 €  | Dur (int.)          | Dmitri Toursounov       | Andreas Beck            |
| 21 mars      | Morocco Tennis Tour - Marrakech, Marrakech                     | 42 500 €  | Terre battue        | Rui Machado             | Maxime Teixeira         |
| 21 mars      | Città di Caltanissetta, Caltanissetta                          | 30 000 €  | Terre battue        | Andreas Haider-Maurer   | Marco Viola             |
| 21 mars      | Green World ATP Challenger, Pingguo                            | 35 000 $  | Dur                 | Go Soeda                | Matthias Bachinger      |
| 28 mars      | Open Barletta, Barletta                                        | 42 500 €  | Terre battue        | Aljaž Bedene            | Filippo Volandri        |
| 28 mars      | Seguros Bolivar Open, Barranquilla                             | 35 000 $  | Terre battue        | Facundo Bagnis          | Diego Junqueira         |
| 28 mars      | Open Prévadiès Saint-Brieuc, Saint-Brieuc                      | 30 000 €  | Terre battue (int.) | Maxime Teixeira         | Benoît Paire            |
| 4 avril      | Seguros Bolivar Open Pereira, Pereira                          | 50 000 $  | Terre battue        | Paolo Lorenzi           | Rogério Dutra Silva     |
| 4 avril      | Mitsubischi Electric Cup, Monza                                | 30 000 €  | Terre battue        | Julian Reister          | Alessio Di Mauro        |
| 4 avril      | Pernambuco Brasil Open Series, Recife                          | 35 000 $  | Dur                 | Tatsuma Ito             | Tiago Fernandes         |
| 11 avril     | Status Athens Open, Athènes                                    | 85 000 €  | Dur                 | Matthias Bachinger      | Dmitri Toursounov       |
| 11 avril     | Soweto Open, Johannesbourg                                     | 100 000 $ | Dur                 | Izak Van der Merwe      | Rik De Voest            |
| 11 avril     | Tallahassee Tennis Challenger, Tallahassee                     | 50 000 $  | Dur                 | Donald Young            | Wayne Odesnik           |
| 11 avril     | Alberto Santa Catarina De Tenis, Blumenau                      | 35 000 $  | Terre battue        | José Acasuso            | Marcelo Demoliner       |
| 11 avril     | Rai Open, Rome                                                 | 30 000 €  | Terre battue        | Thomas Schoorel         | Martin Kližan           |
| 18 avril     | Tennis Napoli Cup, Naples                                      | 30 000 €  | Terre battue        | Thomas Schoorel         | Filippo Volandri        |
| 18 avril     | Santos Brasil Tennis Open, Santos                              | 35 000 $  | Terre battue        | João Souza              | Diego Junqueira         |
| 25 avril     | Sarasota Open, Sarasota                                        | 75 000 $  | Terre battue        | James Blake             | Alex Bogomolov          |
| 25 avril     | Torneo Internacional AGT, León                                 | 35 000 $  | Dur                 | Bobby Reynolds          | Andre Begemann          |
| 25 avril     | Prosperita Open, Ostrava                                       | 42 500 €  | Terre battue        | Stéphane Robert         | Ádám Kellner            |
| 2 mai        | Strabag Prague Open, Prague                                    | 85 000 €  | Terre battue        | Lukáš Rosol             | Alex Bogomolov          |
| 2 mai        | Savannah Challenger, Savannah                                  | 50 000 $  | Terre battue        | Wayne Odesnik           | Donald Young            |
| 2 mai        | Roma Open, Rome                                                | 30 000 €  | Terre battue        | Simone Bolelli          | Eduardo Schwank         |
| 9 mai        | BNP Paribas Primrose Bordeaux, Bordeaux                        | 85 000 €  | Terre battue        | Marc Gicquel            | Horacio Zeballos        |
| 9 mai        | Busan Open Challenger Tennis, Pusan                            | 75 000 $  | Dur                 | Dudi Sela               | Tatsuma Ito             |
| 9 mai        | Pliva Zagreb Open, Zagreb                                      | 50 000 $  | Terre battue        | Diego Junqueira         | João Souza              |
| 16 mai       | Trofeo Paolo Corazzi, Crémone                                  | 30 000 €  | Dur                 | Igor Kunitsyn           | Rainer Schüttler        |
| 16 mai       | Fergana Challenger, Ferghana                                   | 35 000 $  | Dur                 | Dudi Sela               | Greg Jones              |
| 23 mai       | Alessandria Challenger, Alexandrie                             | 30 000 €  | Terre battue        | Pablo Carreño-Busta     | Roberto Bautista-Agut   |
| 30 mai       | Unicredit Czech Open, Prostějov                                | 106 500 € | Terre battue        | Yuri Schukin            | Flavio Cipolla          |
| 30 mai       | Aegon Trophy, Nottingham                                       | 64 000 €  | Gazon               | Gilles Müller           | Matthias Bachinger      |
| 30 mai       | Franken Challenge, Fürth                                       | 30 000 €  | Terre battue        | João Sousa              | Jan-Lennard Struff      |
| 30 mai       | Rijeka Open powered by INA , Rijeka                            | 30 000 €  | Terre battue        | Rui Machado             | Grega Žemlja            |
| 6 juin       | Aegon Notthingham Challenge, Nottingham                        | 64 000 €  | Dur                 | Dudi Sela               | Jérémy Chardy           |
| 6 juin       | Kosice Open, Košice                                            | 30 000 €  | Terre battue        | Simon Greul             | Victor Crivoi           |
| 13 juin      | Aspria Tennis Cup Trofeo City Life, Milan                      | 30 000 €  | Terre battue        | Albert Ramos            | Evgeny Korolev          |
| 20 juin      | Jalisco Open, Guadalajara                                      | 100 000 $ | Dur                 | Paul Capdeville         | Pierre-Ludovic Duclos   |
| 20 juin      | Marburg Open, Marbourg                                         | 30 000 €  | Terre battue        | Björn Phau              | Jan Hájek               |
| 17 juin      | Sparkassen Open, Brunswick                                     | 106 500 € | Terre battue        | Lukáš Rosol             | Evgeny Donskoy          |
| 17 juin      | Trofeo Regione Piemonte, Turin                                 | 85 000 €  | Terre battue        | Carlos Berlocq          | Albert Ramos            |
| 17 juin      | Nielsen Pro Tennis Championships, Winnetka                     | 50 000 $  | Dur                 | James Blake             | Bobby Reynolds          |
| 4 juillet    | Open Diputacion Ciudad de Pozoblanco, Pozoblanco               | 85 000 €  | Dur                 | Kenny de Schepper       | Iván Navarro            |
| 4 juillet    | The Hague Open, Scheveningen                                   | 42 500 €  | Terre battue        | Steve Darcis            | Marsel İlhan            |
| 4 juillet    | Oberstaufen Cup, Oberstaufen                                   | 30 000 €  | Terre battue        | Daniel Brands           | Andreas Beck            |
| 4 juillet    | Carisap Tennis Cup, San Benedetto del Tronto                   | 30 000 €  | Terre battue        | Adrian Ungur            | Stefano Galvani         |
| 11 juillet   | Open Seguros Bolivar, Bogota                                   | 125 000 $ | Terre battue        | Feliciano López         | Carlos Salamanca        |
| 11 juillet   | BNP Paribas Polish Open, Sopot                                 | 106 500 € | Terre battue        | Éric Prodon             | Nikola Ćirić            |
| 11 juillet   | The Comerica Bank Challenger, Aptos                            | 100 000 $ | Dur                 | Laurynas Grigelis       | Ilija Bozoljac          |
| 11 juillet   | Challenger Banque nationale, Granby                            | 50 000 $  | Dur                 | Édouard Roger-Vasselin  | Matthias Bachinger      |
| 18 juillet   | Poznan Porsche Open, Poznań                                    | 85 000 €  | Terre battue        | Rui Machado             | Jerzy Janowicz          |
| 18 juillet   | ATP Orbetello Challenger, Orbetello                            | 64 000 €  | Terre battue        | Filippo Volandri        | Matteo Viola            |
| 18 juillet   | Fifth Third Bank Tennis Championships, Lexington               | 50 000 $  | Dur                 | Wayne Odesnik           | James Ward              |
| 18 juillet   | Penza Cup, Penza                                               | 50 000 $  | Dur                 | Arnau Brugués-Davi      | Mikhail Kukushkin       |
| 18 juillet   | VIII Manta Open, Manta                                         | 35 000 $  | Dur                 | Brian Dabul             | Facundo Argüello        |
| 25 juillet   | President's Cup, Astana                                        | 125 000 $ | Dur                 | Mikhail Kukushkin       | Sergueï Bubka           |
| 25 juillet   | Aamulehti Tampere Open, Tampere                                | 42 500 €  | Terre battue        | Éric Prodon             | Augustin Gensse         |
| 25 juillet   | Internationaler apano Cup, Dortmund                            | 30 000 €  | Terre battue        | Leonardo Mayer          | Thomas Schoorel         |
| 25 juillet   | Guzzini Challenger, Recanati                                   | 30 000 €  | Dur                 | Fabrice Martin          | Kenny de Schepper       |
| 25 juillet   | Wuhai Challenger, Wuhai                                        | 35 000 $  | Dur                 | Go Soeda                | Raven Klaasen           |
| 1er août     | Open Castilla y León, Ségovie                                  | 85 000 €  | Dur                 | Karol Beck              | Grégoire Burquier       |
| 1er août     | Odlum Brown Vanopen, Vancouver                                 | 100 000 $ | Dur                 | James Ward              | Robby Ginepri           |
| 1er août     | Beijing International Challenger, Pékin                        | 75 000 $  | Dur                 | Farrukh Dustov          | Yang Tsung-hua          |
| 1er août     | MasterCard Tennis Cup, Campos do Jordão                        | 50 000 $  | Dur                 | Rogério Dutra Silva     | Izak Van der Merwe      |
| 1er août     | Internazionali Città di Trani, Trani                           | 30 000 €  | Terre battue        | Steve Darcis            | Leonardo Mayer          |
| 8 août       | San Marino CEPU Open, Saint-Marin                              | 85 000 €  | Terre battue        | Potito Starace          | Martin Kližan           |
| 8 août       | Levene Gouldin & Thompson Tennis Challenger, Binghamton        | 50 000 $  | Dur                 | Paul Capdeville         | Wayne Odesnik           |
| 8 août       | Samarkand Challenger, Samarcande                               | 35 000 $  | Terre battue        | Denis Istomin           | Malek Jaziri            |
| 15 août      | Zucchetti Kos Tennis Cup, Cordenons                            | 85 000 €  | Terre battue        | Daniel Muñoz de la Nava | Nicolás Pastor          |
| 15 août      | Karshi Challenger, Karchi                                      | 50 000 $  | Dur                 | Denis Istomin           | Blaž Kavčič             |
| 15 août      | Torneo Internacional Donostia - San Sebastian, Saint-Sébastien | 30 000 €  | Terre battue        | Albert Ramos            | Pere Riba               |
| 22 août      | A Savoldi-Marco Co', Manerbio                                  | 85 000 €  | Terre battue        | Adrian Ungur            | Peter Gojowczyk         |
| 22 août      | Astana II Challenger, Astana                                   | 50 000 $  | Dur                 | Rainer Schüttler        | Teimuraz Gabachvili     |
| 29 août      | Chang-Sat Bangkok Open, Bangkok                                | 50 000 $  | Dur                 | Cedrik-Marcel Stebe     | Amir Weintraub          |
| 29 août      | Citta di Como, Côme                                            | 30 000 €  | Terre battue        | Pablo Carreño-Busta     | Andreas Beck            |
| 5 septembre  | Genova AON Open Challenger, Gênes                              | 85 000 €  | Terre battue        | Martin Klizan           | Leonardo Mayer          |
| 5 septembre  | Tean International, Alphen-sur-le-Rhin                         | 42 500 €  | Terre battue        | Igor Sijsling           | Jan-Lennard Struff      |
| 5 septembre  | Trophée des Alpilles, Saint-Rémy-de-Provence                   | 42 500 €  | Dur                 | Édouard Roger-Vasselin  | Arnaud Clément          |
| 5 septembre  | Copa Sevilla, Séville                                          | 42 500 €  | Terre battue        | Daniel Gimeno-Traver    | Rubén Ramírez Hidalgo   |
| 5 septembre  | Road to Shanghai Rolex Masters, Shanghai                       | 50 000 $  | Dur                 | Cedrik-Marcel Stebe     | Alexander Kudryavtsev   |
| 5 septembre  | Ropharma Challenger, Brașov                                    | 30 000 €  | Terre battue        | Benoît Paire            | Maxime Teixeira         |
| 12 septembre | Pekao Szczecin Open, Szczecin                                  | 106 500 € | Terre battue        | Rui Machado             | Éric Prodon             |
| 12 septembre | American Express - Istanbul Challenger, Istanbul               | 100 000 $ | Dur                 | Denis Istomin           | Philipp Kohlschreiber   |
| 12 septembre | Challenger Banja Luka, Banja Luka                              | 64 000 €  | Terre battue        | Blaž Kavčič             | Pere Riba               |
| 12 septembre | BH Tennis Open, Belo Horizonte                                 | 50 000 $  | Terre battue        | Júlio Silva             | Gastão Elias            |
| 12 septembre | USTA Challenger of Oklahoma, Tulsa                             | 50 000 $  | Dur                 | Bobby Reynolds          | Michael McClune         |
| 12 septembre | Ningbo Challenger, Ningbo                                      | 35 000 $  | Dur                 | Lu Yen-hsun             | Jürgen Zopp             |
| 12 septembre | Blu-express.com Tennis Cup, Todi                               | 30 000 €  | Terre battue        | Carlos Berlocq          | Filippo Volandri        |
| 19 septembre | Tashkent Challenger, Tachkent                                  | 125 000 $ | Dur                 | Denis Istomin           | Jürgen Zopp             |
| 19 septembre | Seguros Bolivar Open, Cali                                     | 75 000 $  | Terre battue        | Alejandro Falla         | Eduardo Schwank         |
| 19 septembre | Turk Telekom Izmir Cup, Izmir                                  | 64 000 €  | Dur                 | Lukáš Lacko             | Marsel İlhan            |
| 19 septembre | Challenger Trophy Trnava, Trnava                               | 64 000 €  | Terre battue        | Íñigo Cervantes         | Pavol Červenák          |
| 19 septembre | BMW Ljubljana Open, Ljubljana                                  | 42 500 €  | Terre battue        | Paolo Lorenzi           | Grega Žemlja            |
| 19 septembre | Tetra Pak Tennis Cup, Campinas                                 | 35 000 $  | Terre battue        | Máximo González         | Caio Zampieri           |
| 26 septembre | Aguascalientes Open, Aguascalientes                            | 50 000 $  | Terre battue        | Juan Sebastián Cabal    | Robert Farah            |
| 26 septembre | I Torneo Omnia Tenis Ciudad de Madrid, Madrid                  | 42 500 €  | Terre battue        | Jérémy Chardy           | Daniel Gimeno-Traver    |
| 26 septembre | Tennis Life Cup, Naples                                        | 42 500 €  | Terre battue        | Leonardo Mayer          | Alessandro Giannessi    |
| 26 septembre | Recife Open Internacional de Tênis, Recife                     | 50 000 $  | Dur                 | Ricardo Mello           | Rogério Dutra Silva     |
| 3 octobre    | Ethias Trophy, Mons                                            | 106 500 € | Dur                 | Andreas Seppi           | Julien Benneteau        |
| 3 octobre    | RelyAid Natomas Racquet Club Challenger, Sacramento            | 100 000 $ | Dur                 | Ivo Karlović            | James Blake             |
| 3 octobre    | Sicilia Classic Tecnocasa Cup, Palerme                         | 42 500 €  | Terre battue        | Carlos Berlocq          | Adrian Ungur            |
| 10 octobre   | First Republic Bank Tiburon Challenger, Tiburon                | 100 000 $ | Dur                 | Ivo Karlović            | Sam Querrey             |
| 10 octobre   | Open de Rennes, Rennes                                         | 64 000 €  | Dur                 | Julien Benneteau        | Olivier Rochus          |
| 17 octobre   | Open d'Orléans, Orléans                                        | 106 500 € | Dur                 | Michaël Llodra          | Arnaud Clément          |
| 17 octobre   | Samsung Securities Cup, Séoul                                  | 100 000 $ | Dur                 | Lu Yen-hsun             | Jimmy Wang              |
| 17 octobre   | Challenger ATP de Quito "Cerveza Club Premium Cup", Quito      | 35 000 $  | Terre battue        | Sebastián Decoud        | Daniel Muñoz de la Nava |
| 24 octobre   | BVA Open, São José do Rio Preto                                | 50 000 $  | Terre battue        | Ricardo Mello           | Eduardo Schwank         |
| 31 octobre   | Virginia National Bank Men's Pro Championship, Charlottesville | 75 000 $  | Dur                 | Izak Van der Merwe      | Jesse Levine            |
| 31 octobre   | Seguros Bolívar Open, Medellín                                 | 50 000 $  | Terre battue        | Víctor Estrella         | Alejandro Falla         |
| 31 octobre   | Bauer Watertechnology Cup, Eckental                            | 30 000 €  | Moquette            | Rajeev Ram              | Karol Beck              |
| 31 octobre   | Ecco Sao Leo Open de Tenis, São Leopoldo                       | 35 000 $  | Terre battue        | Leonardo Mayer          | Nikola Ćirić            |
| 7 novembre   | Copa Topper, Buenos Aires                                      | 75 000 $  | Terre battue        | Carlos Berlocq          | Gastão Elias            |
| 7 novembre   | Geneva Challenger ATP, Genève                                  | 64 000 €  | Dur                 | Malek Jaziri            | Mischa Zverev           |
| 7 novembre   | Sparkasse ATP Challenger Val Gardena Südtirol, Ortisei         | 64 000 €  | Moquette            | Rajeev Ram              | Jan Hernych             |
| 7 novembre   | Knoxville Challenger, Knoxville                                | 50 000 $  | Dur                 | Jesse Levine            | Brian Baker             |
| 7 novembre   | AEGON GB Pro-Series Loughborough, Loughborough                 | 42 500 €  | Dur                 | Tobias Kamke            | Flavio Cipolla          |
| 14 novembre  | ATP Challenger Tour Finals, São Paulo                          | 220 000 $ | Dur                 | Cedrik-Marcel Stebe     | Dudi Sela               |
| 14 novembre  | Slovak Open, Bratislava                                        | 85 000 €  | Dur                 | Lukáš Lacko             | Ričardas Berankis       |
| 14 novembre  | JSM Challenger of Champaign-Urbana, Champaign                  | 50 000 $  | Dur                 | Alex Kuznetsov          | Rik De Voest            |
| 14 novembre  | Uruguay Open, Montevideo                                       | 50 000 $  | Terre battue        | Carlos Berlocq          | Máximo González         |
| 14 novembre  | ATP Salzburg Indoors, Salzbourg                                | 42 500 €  | Dur                 | Benoît Paire            | Grega Žemlja            |
| 21 novembre  | IPP Open, Helsinki                                             | 106 500 € | Dur                 | Daniel Brands           | Matthias Bachinger      |
| 21 novembre  | Challenger Ciudad de Guayaquil, Guayaquil                      | 50 000 $  | Terre battue        | Matteo Viola            | Guido Pella             |
| 21 novembre  | Dunlop World Challenge, Toyota                                 | 35 000 $  | Moquette            | Tatsuma Ito             | Sebastian Rieschick     |

### ATP Challenger Tour Finals
Le classement ATP Challenger détermine la liste d'acceptation pour le tournoi ATP Challenger Tour Finals à São Paulo. Les 8 joueurs qui y participent sont Rui Machado, Martin Kližan, Andreas Beck, Matthias Bachinger, Dudi Sela, Bobby Reynolds, Cedrik-Marcel Stebe et Thomaz Bellucci (sur invitation).
Le tournoi se déroule en 2 poules, desquelles s'extraient Andreas Beck, Cedrik-Marcel Stebe, Dudi Sela et Thomaz Bellucci. La finale oppose Cedrik-Marcel Stebe à Dudi Sela et c'est l'Allemand qui s'impose pour remporter la première édition de ce tournoi.
|  |                     |                     |            |            |            |   |   |        |        |        |        |        |
|  | 1/2 finale          | 1/2 finale          | 1/2 finale | 1/2 finale | 1/2 finale |   |   | Finale | Finale | Finale | Finale | Finale |
|  |                     |                     |            |            |            |   |   |        |        |        |        |        |
|  |                     |                     |            |            |            |   |   |        |        |        |        |        |
|  | Andreas Beck        |                     | 7          | 63         | 64         |   |   |        |        |        |        |        |
|  | Andreas Beck        |                     |            |            |            |   |   |        |        |        |        |        |
|  | Cedrik-Marcel Stebe |                     | 5          | 7          | 7          |   |   |        |        |        |        |        |
|  | Cedrik-Marcel Stebe | Cedrik-Marcel Stebe | 5          | 7          | 7          |   | 6 | 6      |        |        |        |        |
|  |                     |                     |            |            |            |   | 6 | 6      |        |        |        |        |
|  |                     |                     | Dudi Sela  |            | 2          | 4 |   |        |        |        |        |        |
|  | Dudi Sela           |                     | Dudi Sela  | 6          | 2          | 4 | 6 |        |        |        |        |        |
|  | Dudi Sela           |                     |            | 6          |            |   | 6 |        |        |        |        |        |
|  | Thomaz Bellucci     |                     | 4          | 4          |            |   |   |        |        |        |        |        |
|  | Thomaz Bellucci     |                     | 4          | 4          |            |   |   |        |        |        |        |        |

### En double
| Date    | Nom et lieu du tournoi                                               | ($/€)     | Surf.               | Vainqueur                              | Finaliste                                             |
| Janvier | Aberto de São Paulo, São Paulo                                       | 100 000 $ | Dur                 | Franco Ferreiro André Sá               | Santiago González Horacio Zeballos                    |
| Janvier | Internationaux de Nouvelle-Calédonie, Nouméa                         | 75 000 $  | Dur                 | Dominik Meffert Frederik Nielsen       | Flavio Cipolla Simone Vagnozzi                        |
| Janvier | Heilbronn Open, Heilbronn                                            | 85 000 $  | Dur (int.)          | Jamie Delgado Jonathan Marray          | Frank Moser David Škoch                               |
| Janvier | Singapore ATP Challenger, Kallang                                    | 50 000 €  | Dur                 | Scott Lipsky David Martin              | Sanchai Ratiwatana Sonchat Ratiwatana                 |
| Janvier | The Honolulu Challenger Presented By American Savings Bank, Honolulu | 50 000 $  | Dur                 | Ryan Harrison Travis Rettenmaier       | Robert Kendrick Alex Kuznetsov                        |
| Janvier | Seguros Bolívar Open, Bucaramanga                                    | 35 000 $  | terre battue        | Juan Sebastián Cabal Robert Farah      | Pablo Galdón Andrés Molteni                           |
| Janvier | Reunion Island Challenger, La Réunion                                | 30 000 $  | Dur                 | Annulé                                 |                                                       |
| Janvier | McDonald's Burnie International, Burnie                              | 50 000 $  | Dur                 | Philip Bester Peter Polansky           | Marinko Matosevic Jose (rubin) Statham                |
| Janvier | Kazan Kremlin Cup, Kazan                                             | 75 000 $  | Dur (int.)          | Yves Allegro Andreas Beck              | Mikhail Elgin Alexander Kudryavtsev                   |
| Janvier | Valle D'Aosta Open, Courmayeur                                       | 30 000 €  | Dur (int.)          | Marc Gicquel Nicolas Mahut             | Olivier Charroin Alexandre Renard                     |
| Février | Internazionali Trismoka, Bergame                                     | 42 500 €  | Dur (int.)          | Frederik Nielsen Ken Skupski           | Mikhail Elgin Alexander Kudryavtsev                   |
| Février | Caloundra Challenger, Caloundra                                      | 50 000 €  | Dur                 | Matthew Ebden Samuel Groth             | Pavol Červenák Ivo Klec                               |
| Février | Quimper Challenger, Quimper                                          | 30 000 €  | Dur (int.)          | Adil Shamasdin James Cerretani         | Jamie Delgado Jonathan Marray                         |
| Février | Morocco Tennis Tour, Meknès                                          | 30 500 €  | Terre Battue        | Treat Conrad Huey Simone Vagnozzi      | Alessio Di Mauro Alessandro Motti                     |
| Février | Grand Prix Hassan II, Casablanca                                     | 30 000 $  | Terre Battue        | Guillermo Alcaide Adrián Menéndez      | Leonardo Tavares Simone Vagnozzi                      |
| Février | Volkswagen Challenger, Wolfsbourg                                    | 30 000 €  | Terre battue        | Matthias Bachinger Simon Stadler       | Frederik Nielsen Dominik Meffert                      |
| Février | Challenger DCNS de Cherbourg, Cherbourg-Octeville                    | 42 500 €  | Dur (int.)          | Pierre-Hugues Herbert Nicolas Renavand | Nicolas Mahut Édouard Roger-Vasselin                  |
| Février | Challenger of Dallas, Dallas                                         | 50 000 €  | Dur (int.)          | Scott Lipsky Rajeev Ram                | Dustin Brown Björn Phau                               |
| Février | Challenger Salinas Diario Expreso, Salinas                           | 35 000 €  | Terre battue        | Facundo Bagnis Federico Delbonis       | João Souza Rogério Dutra Silva                        |
| Mars    | Shimadzu All Japan Indoor Tennis Championships, Kyoto                | 35 000 $  | Tapis (int.)        | Dominik Meffert Simon Stadler          | Andre Begemann James Lemke                            |
| Mars    | BH Telecom Indoors, Sarajevo                                         | 30 000 €  | Dur (int.)          | Jamie Delgado Jonathan Marray          | Yves Allegro Andreas Beck                             |
| Mars    | Copa Petrobras Santiago, Santiago                                    | 35 000 €  | Terre battue        | Horacio Zeballos Máximo González       | Guillermo Rivera-Aránguiz Cristobal Saavedra-Corvalan |
| Mars    | Orange Open Guadeloupe, Le Gosier                                    | 100 000 € | Dur                 | Riccardo Ghedin Stéphane Robert        | Arnaud Clément Olivier Rochus                         |
| Mars    | Morocco Tennis Tour – Rabat, Rabat                                   | 42 500 €  | Terre battue        | Alessio Di Mauro Simone Vagnozzi       | Evgeny Korolev Yuri Schukin                           |
| Mars    | Seguros Bolivar Open, San Jose                                       | 50 000 €  | Dur                 | Juan Sebastián Cabal Robert Farah      | Luis Diaz-Barriga Santiago González                   |
| Mars    | Men's Rimouski Challenger, Rimouski                                  | 35 000 $  | Dur                 | Treat Conrad Huey Vasek Pospisil       | David Rice Sean Thornley                              |
| Mars    | Morocco Tennis Tour Marrakech, Marrakech                             | 42 500 $  | Terre battue        | Peter Luczak Alessandro Motti          | Yves Allegro Andreas Beck                             |
| Mars    | Aegon GB Pro Series Bath, Bath                                       | 42 500 $  | Dur (int.)          | Jamie Delgado Jonathan Marray          | James Cerretani Adil Shamasdin                        |
| Mars    | Città di Caltanissetta, Caltanissetta                                | 30 000 $  | Terre battue        | Daniele Bracciali Simone Vagnozzi      | Daniele Giorgini Adrian Ungur                         |
| Mars    | Green World ATP Challenger, Pingguo                                  | 35 000 $  | Dur                 | Mikhail Elgin Alexander Kudryavtsev    | Harri Heliövaara Jose Statham                         |
| Mars    | XV Open Barletta Trofeo Dimiccoli & Borraccino, Barletta             | 42 500 $  | Terre battue        | Lukáš Rosol Igor Zelenay               | Martin Fischer Andreas Haider-Maurer                  |
| Mars    | Seguros Bolivar Open, Barranquilla                                   | 35 000 €  | Dur                 | Flavio Cipolla Paolo Lorenzi           | Alejandro Falla Eduardo Struvay                       |
| Mars    | Open Prévadiès Saint–Brieuc, Saint-Brieuc                            | 30 000 €  | Terre battue (int.) | Tomasz Bednarek Andreas Siljeström     | Grégoire Burquier Romain Jouan                        |
| Avril   | Internazionali di Monza e Brianza, Monza                             | 30 000 €  | Terre battue        | Johan Brunström Frederik Nielsen       | Jamie Delgado Jonathan Marray                         |
| Avril   | Seguros Bolivar Open, Pereira                                        | 50 000 €  | Terre battue        | Marcel Felder Carlos Salamanca         | Alejandro Falla Eduardo Struvay                       |